# Mimosa tacimbensis
Mimosa tacimbensis är en ärtväxtart som beskrevs av Arturo Erhardo Erardo Burkart. Mimosa tacimbensis ingår i släktet mimosor, och familjen ärtväxter. Inga underarter finns listade i Catalogue of Life.